# Autoridade Internacional para o Ruhr
A Autoridade Internacional para o Ruhr (IAR) foi um organismo internacional estabelecido em 1949 pelos Aliados Ocidentais para regular as indústrias de carvão e aço da área do Ruhr na Alemanha Ocidental. Sua sede foi em Düsseldorf.
A Autoridade do Ruhr foi estabelecida no comunicado emitido em 7 de junho de 1948, após a Conferência das Seis Potências de Londres entre os Estados Unidos da América, o Reino Unido, a França e os países do Benelux. Foi abolido após o Tratado de Paris de 1951, e suas atividades foram entregues à Comunidade Europeia do Carvão e do Aço (CECA). Um acordo para encerrar o IAR foi assinado em Paris em 19 de outubro de 1951, e o acordo sobre o término das funções do IAR entrou em vigor em 25 de junho de 1952.

## Criação da Autoridade Internacional para o Ruhr
A Autoridade Internacional para o Ruhr (IAR) foi criada como parte do acordo negociado na Conferência das Seis Potências de Londres, em junho de 1948, para estabelecer a República Federal da Alemanha. O New York Times disse que o IAR foi "projetado para converter esta caixa de Pandora que perdeu tanto mal no mundo em um instrumento para a paz e prosperidade".
A Autoridade do Ruhr era um dos órgãos de controle aliados que visava realizar três objetivos principais: assegurar o desarmamento e a desmilitarização da Alemanha, promover a recuperação das nações europeias e promover "a íntima associação de sua vida econômica que, em última análise, só pode assegurar uma Europa pacífica e próspera". A Autoridade "supervisionaria as políticas de produção, organização, comércio e propriedade das indústrias do Ruhr e distribuiria seus produtos para que todos os países que cooperam para o bem econômico comum tenham acesso adequado a eles. Isso significa, para o presente, os países do Plano Marshall, incluindo a Alemanha".
 

O Estatuto do IAR foi assinado e entrou em vigor em 28 de abril de 1949.